# Elementární funkční aritmetika
V teorii důkazů, odvětví matematické logiky, je elementární funkční aritmetika (EFA), zvaná i exponenciální funkční aritmetika, systém aritmetiky s obvyklými elementárními vlastnostmi 0, 1, +, ×, xy,
spolu s indukcí pro vzorce s ohraničenými kvantifikátory.
EFA je slabý logický systém, kterého důkazový teoretický ordinál je ω3, ale asi stačí na důkaz většiny ordinální matematiky, která může být vyjádřena v jazyce aritmetiky prvního řádu.